# Покровськ (Ковилкінський район)
Покро́вськ (рос. Покровск, ерз. Покровск) — село у складі Ковилкінського району Мордовії, Росія. Входить до складу Троїцького сільського поселення.
Населення — 383 особи 2010; 455 у 2002).
Національний склад станом на 2010 рік:
- Росіяни — 92 %
- Мордва — 8 %